# André Dills
André Dills – belgijski kierowca wyścigowy.

## Kariera
W swojej karierze wyścigowej Dills poświęcił się startom w wyścigach Grand Prix. W 1923 roku Belg odniósł zwycięstwo w 24-godzinnego wyścigu Le Mans, a w klasyfikacji generalnej był szósty.